# Islamisk filosofi
Den islamiske filosofi eller arabiske filosofi omfatter den filosofiske tradition, der har udviklet sig i den muslimske verden.
Den islamiske filosofi opstod delvist ved, at den græske og romerske filosofi blev oversat til arabisk. Senere udviklede den islamiske filosofi sig mere selvstændigt.

## Islamisk overfor arabisk filosofi
Nogle forskere foretrækker i stedet at anvende begrebet arabisk filosofi. Der er et stort overlap mellem islamisk og arabisk filosofi. Begge tager udgangspunkt i tænkningen i den islamiske guldalder i 800-1200-tallet, hvor arabisk som verdenssprog blev bærer af en stor filosofisk tradition. Visdommens hus i kaliffernes Bagdad blev centrum for en vigtig oversættelsesbevægelse, og som følge heraf blev efterhånden også udarbejdet selvstændige afhandlinger om filosofiske spørgsmål på arabisk. Blandt andet var man stærkt optaget af spørgsmålet om, hvordan filosofi og teologi kunne forenes eller i hvert fald bestå side om side. De fleste arabiskskrivende filosoffer var muslimer, men da også jødiske tænkere som Maimonides og kristne som Yahya bin Adi skrev om filosofi på arabisk, er arabisk filosofi en lidt bredere betegnelse.

## Før moderne tid
En af de tidligste arabiske filosoffer var Al-Kindi. Han var med til at tage initiativ til oversættelsesbevægelsen af skrifter fra græsk til arabisk, og han spillede en rolle i at gøre filsofi til et anerkendt og eftertragtet fag ved kaliffernes hof og blandt Bagdads intellektuelle i 800-tallet og senere. Han har skrevet en række værker om forskellige filosofiske emner, ikke mindst om erkendelsesteori. Nogle regner ham som en tilhænger af mutazilismen. Hans mest kendte værk er afhandlingen Om første filosofi.
Den mest kendte islamiske filosof i Vesten er Ibn Sina (Avicenna). Han byggede videre på Aristoteles og udformede sin egen filosofi. Målet var at forene græsk filosofi og islam. Han skrev mange filosofiske værker, herunder "Al-Sifa", et omfattende værk der dækker mange aspekter af filosofi og naturvidenskab. Han var også en pioner inden for medicin og havde en stor betydning for lægefagets historie. Ud over filosofi og medicin bidrog Avicenna også til matematik og naturvidenskab. Han skrev om astronomi, kemi, fysik og matematik.
Ibn Rushd (Averroës) var en anden islamisk filosof, der også var inspireret af Aristoteles. Han var læge i det 12. århundrede og har også haft en vigtig betydning for medicinens udvikling. Averroës mente, at filosofi og religion kunne eksistere side om side og bidrage til forståelsen af sandheden.
Andre vigtige arabisk-islamiske filosoffer fra guldalderen var Ibn Tufayl, der skrev den eneste kendte filosofiske roman fra den arabiske tradition, mutazilitten Abd Al-Jabbar, der slog på vigtigheden af at bruge fornuften og i koranlæsningen at fokusere mere på Guds egentlige intention end på, hvad der ordret står i teksten, Miskawayh, som skrev værket Forfinelse af sindelaget i seks dele om etikkens forskellige områder, den politiske filosof Al-Farabi (Alfaribius), som fulgte op på Platons tanker om den ideelle stat, og Ibn Khaldun, der var historiker, men især er kendt for sine historie-filosofiske, nærmest sociologiske analyser.
Sufisme er en mystisk og åndelig retning inden for islam, der har forbindelser til filosofi på flere niveauer. Ibn Arabi fik betydning ved at udvikle sufismen til en filosofi. Jalal ad-Din Rumi er en anden sufist, der udtrykte sin filosofi gennem poesi. Sufismen indeholder således en filosofi, der har fokus på hjertet, som må åbnes for Guds kærlighed.
Mulla Sadra grundlagde den islamiske eksistentialisme i det 16. århundrede. Her lægges vægt på, at eksistens går forud for tro. Der er dog tale om en mere religiøs eksistentialisme end den, man senere finder hos Sartre. Sadra var en vigtig figur i islams kulturelle renæssance i det 17. århundrede.

## Moderne tid
De senere år er den feministiske filosofi blevet mere udbredt i den islamiske verden. Det gælder endnu mere blandt muslimske kvinder i Vesten. I nyere tid har Fatema Mernissi gjort sig gældende som repræsentant for den islamiske feminisme. Hun viser, at den islamiske tradition har et billede af kvinden som stærk, og derfor skal sløret beskytte den svage mand. Men resultatet er kvindeundertrykkende, og der er ikke belæg for dette i koranen.
Man kan ifølge Margot Badran her skelne mellem islamisk og sekulær feminisme. Den islamiske feminisme søger fuld ligestilling mellem mænd og kvinder på grundlag af koranen og islam.
En anden vigtig repræsentant er Amina Wadud, der har brugt koranen til at tale for ligestilling. Desuden er Leila Ahmed blevet kendt for sine analyser af kvinderollen i den muslimske verden.

## Vigtige islamiske filosoffer
- Al-Kindi
- Avicenna
- Averroës
- Ibn Tufayl
- Abd Al-Jabbar
- Miskawayh
- Al-Farabi
- Ibn Khaldun
- Jalal ad-Din Rumi
- Fatema Mernessi
- Amina Wadud
- Leila Ahmed

### Primærlitteratur
- Ahmed, Leila (1992): Women and Gender in Islam: Historical Roots of a Modern Debate. New Haven: Yale University Press

- Ahmed, Leila (1999): A Border Passage: From Cairo to America—A Woman's Journey. New York: Farrar Straus & Giroux
- Ahmed, Leila (2011): A Quiet Revolution: The Veil's Resurgence, from the Middle East to America. New Haven. Yale University Press
- Badran, Margot (2001): Feminists, Islam, and Nation: Gender and the Making of Modern Egypt. Princeton: Princeton University Press. ISBN 9781400821433.
- Mernessi, Fatema (1994): "The Harem Within" (retitled. 1995: "Dreams of Trespass – Tales of a Harem Girlhood"). New York: Perseus Books.
- Mernessi, Fatema (2011): “Beyond the veil”. Saqi
- Rumi, Jalal al-Din (2010). Mystical poems of Rumi. University of Chicago Press
- Wadud, Amina (1999). Qurʼan and woman rereading the sacred text from a woman's perspective. New York: Oxford University Press. ISBN 9780198029434.
- Wadud, Amina (2006). Inside the gender Jihad: women's reform in Islam. Oxford: Oneworld. ISBN 9781851684632

### Sekundærlitteratur
- Ahmet, Seyhun (2014): Islamist thinkers in the Late Ottoman Empire and Early Turkish Republic
- Bektovic, Safet (2012): Islams filosofi. København: EksistenseN
- Corbin, Henry, Seyyed Hossein Nasr, and Osman Yahya (1964). Histoire de la philosophie islamique. Paris: Gallimard
- Dreby, Anders (2018): Livskunsten. Filosofien om at vågne op til livet. Akademisk Forlag
- Falhry, Majid (1989): Histoire de la philosophie islamique, Paris, Cerf
- The Principles of Turkism Ziya Gökalp and Robert Devereaux (1968)
- Høgel, Christian og Saer El-Jaichi (2020): Arabisk filosofi. Systime. ISBN 978-87-616-9224-5
- Kamal, Muhammad (2006). Mulla Sadra's Transcendent Philosophy. Ashgate Publishing, Ltd.
- McGinnis, Jon & Reisman, David C. (eds.) (2007): Classical Arabic Philosophy. An Anthology of Sources, Indianapolis: Hackett
- Mehmet, Aydin (1986) Turkish Contributions to Philosophical Culture Aydın
- Provencal, Philippe (2016): Moderne islam - en lille idehistorie. U press